# Philadelphia Flyers
Philadelphia Flyers je hokejaški klub iz Philadelphie u Pennsylvaniji u SAD-u. 
Nastupa u NHL ligi od 1967. godine.
Domaće klizalište: 
- Spectrum (1966. – 1995.)
- Wells Fargo Center (od 1995.)

Klupske boje: narančasta, crna i bijela.
Uspjesi: 
- Stanleyev kup 1974. i 1975.
- pobjednici u Zapadnoj diviziji (Western Division) 1968. i 1974.
- pobjednici su Clarence Campbell konferencije (Clarence Campbell Conference) 1975., 1976., 1977. i 1980.
- pobjednici su Princ od Walesa konferencije (Prince of Wales Conference) 1985. i 1987.
- pobijedili su u NHL Istočnoj konferenciji (Eastern Conference) 1997. godine.

## Vanjske poveznice
- Philadelphia Flyers  Arhivirana inačica izvorne stranice od 1. siječnja 2007. (Wayback Machine)